# Renault Reinastella

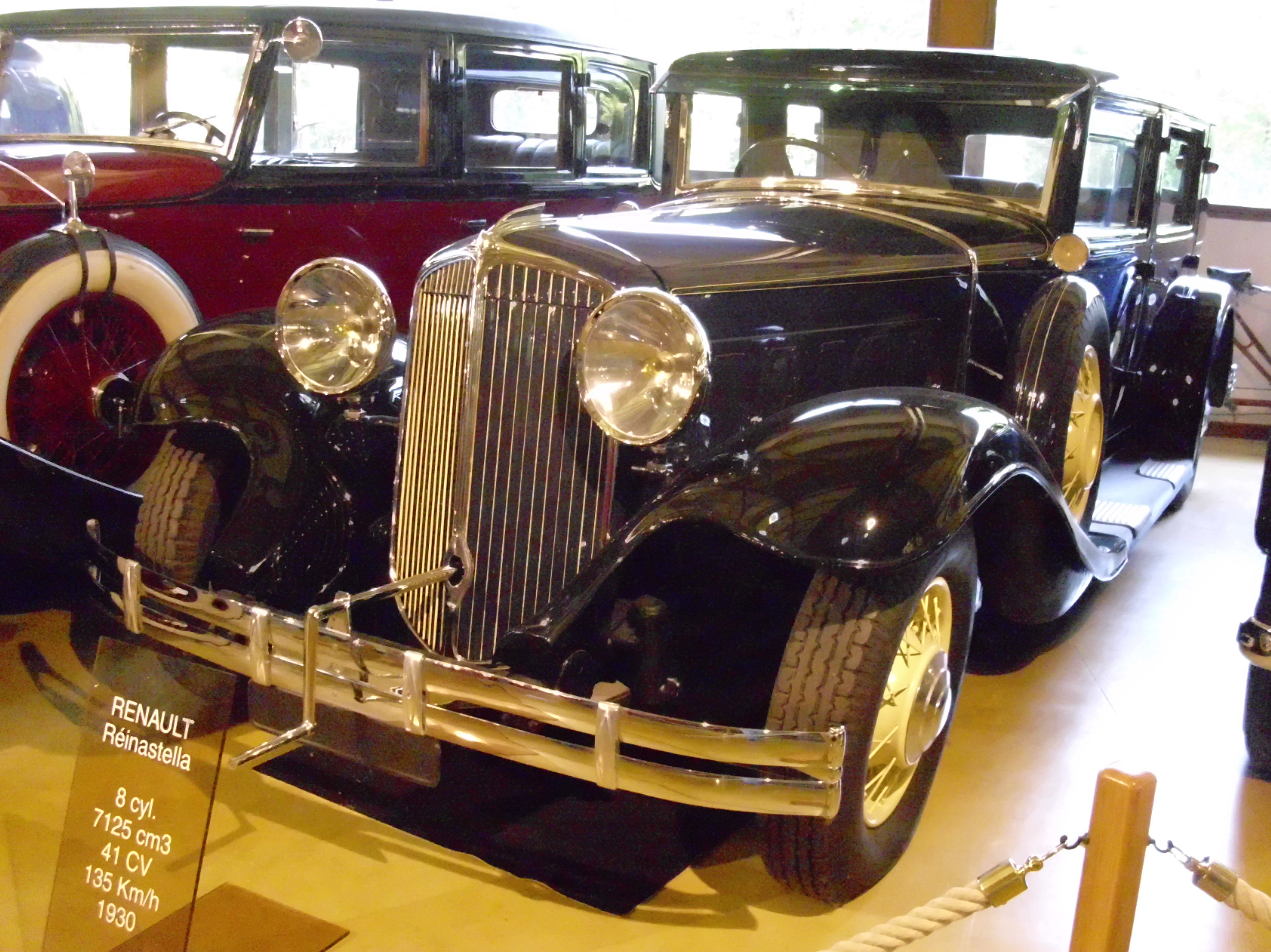
Mit Lüftungsklappen:
Type RM 2 oder Type RM 3 (1931–1932)

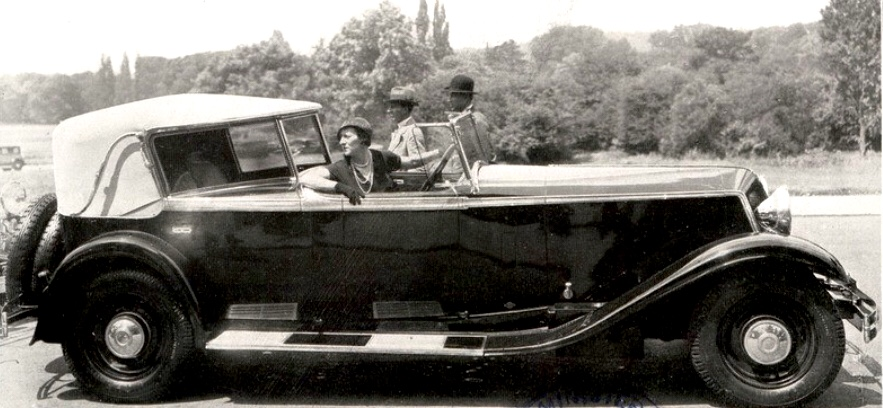
Renault Reinastella um 1931

Der Renault Reinastella war ein Personenkraftwagenmodell der Zwischenkriegszeit von Renault. Der Typencode lautet Type RM.

## Beschreibung
Die nationale Zulassungsbehörde erteilte der ersten Ausführung am 13. September 1928 ihre Zulassung. Renault präsentierte das Fahrzeug im Oktober 1928 auf dem Pariser Automobilsalon sowohl unter seinem Typencode als auch als Renault Reinahuit. Erst nach dem Autosalon wurde der Modellname Reinastella verwendet. Vorgänger war der Renault Type NM. 1933 endete die Produktion. Nachfolger wurde der Renault Reinasport.
Der wassergekühlte Achtzylindermotor mit 90 mm Bohrung und 140 mm Hub hatte 7125 cm³ Hubraum. Es war der erste Achtzylindermotor von Renault. Die Motorleistung wurde über eine Kardanwelle an die Hinterachse geleitet. Der Kühler war erstmals bei Renault vor dem Motor platziert.

### Type RM
Der Motor leistete 110 PS. Bei einem Radstand von 371,4 cm und einer Spurweite von 150,7 cm vorne bzw. 153,5 cm hinten war das Fahrzeug mit Stoßstangen 540 cm lang (mit Koffer 550 cm), 192 cm breit und 180 cm hoch. Der Wendekreis war mit 17 Metern angegeben. Das Fahrgestell wog 1780 kg. Überliefert sind Pullman-Limousine und Landaulet.
Ab 1929 war auch ein kürzeres Fahrgestell lieferbar. Damit sind viertürige Limousine, viertürige Cabriolimousine und Roadster bekannt.

### Type RM 1
Diese Ausführung erschien 1930. Üblicherweise waren an den Seiten der Motorhaube senkrechte Lüftungsschlitze angebracht; es gab allerdings auch Sonderaufbauten von externen Karosserieherstellern ohne diese Lüftungsschlitze. Neben Limousine, Pullman-Limousine, Cabriolet und Coupé ist auch die Bauart als Tourenwagen überliefert.

### Type RM 2 und Type RM 3
Diese beiden Ausführungen wurden im Oktober 1931 präsentiert. Auffallend waren fünf Lüftungsklappen in den Seiten der Motorhaube. Einige Fahrzeuge hatten darüber noch 12 kurze waagerechte Lüftungsschlitze, angeordnet in vier Gruppen à drei. Je nach Karosserievariante waren die Fahrzeuge nun 540 cm bis 560 cm lang, 192 cm breit und zwischen 173 cm und 180 cm hoch. Als Reinastella Sport mit einem Vierganggetriebe gab es nur Limousinen, und als Reinastella Tourisme mit einem Dreiganggetriebe standen Limousine und Pullman-Limousine zur Auswahl.

### Type RM 4
Diese Ausführung stand im Modelljahr 1933 im Sortiment. Der Motor leistete 130 PS.  Im Unterschied zu vorherigen Ausführungen bestand die vordere Stoßstange nicht mehr aus zwei Rohren, sondern war einteilig ausgeführt.

## Einstufung im französischen Steuer- und Versicherungssystem
Die stärkere Variante mit 130 PS wurde als 41 CV eingestuft.

## Prototyp
1992 wurde der Name für den Prototyp eines fliegenden Autos verwendet. Dieses Auto war eine Attraktion im Disneyland Paris und wurde von 1992 bis 2002 von Renault mitgesponsert.